# Discoïde lupus
Discoïde lupus, ook wel cutane discoïde lupus erythematodes (CDLE), is een chronische auto-immuunhuidaandoening die op zichzelf kan staan, maar ook kan voorkomen bij systemische lupus erythematodes. Het gaat gepaard met ontstoken, rode schilferende plekken op de huid, al dan niet na zonblootstelling (fotosensitivteit). Het komt met name voor op het gezicht, de oren en de hoofdhuid.